# Lithodora diffusa
Літодора розлога (Lithodora diffusa) — вид рослин родини шорстколисті.

## Назва
Lithodora з греки перекладається як «подарунок каменя».

## Будова
Повзуча рослина 15 см заввишки та 60 см завширшки, з лінійним волохатим вічнозеленим листям та блакитними квітами, що з'являються з середини весни до початку літа.

## Поширення та середовище існування
Зростає у Франції, Іспанії, Португалії.

## Практичне використання
Вирощується на альпійських гірках. Має культурні сорти 'Grace Ward' та 'Heavenly Blue'.

## Галерея

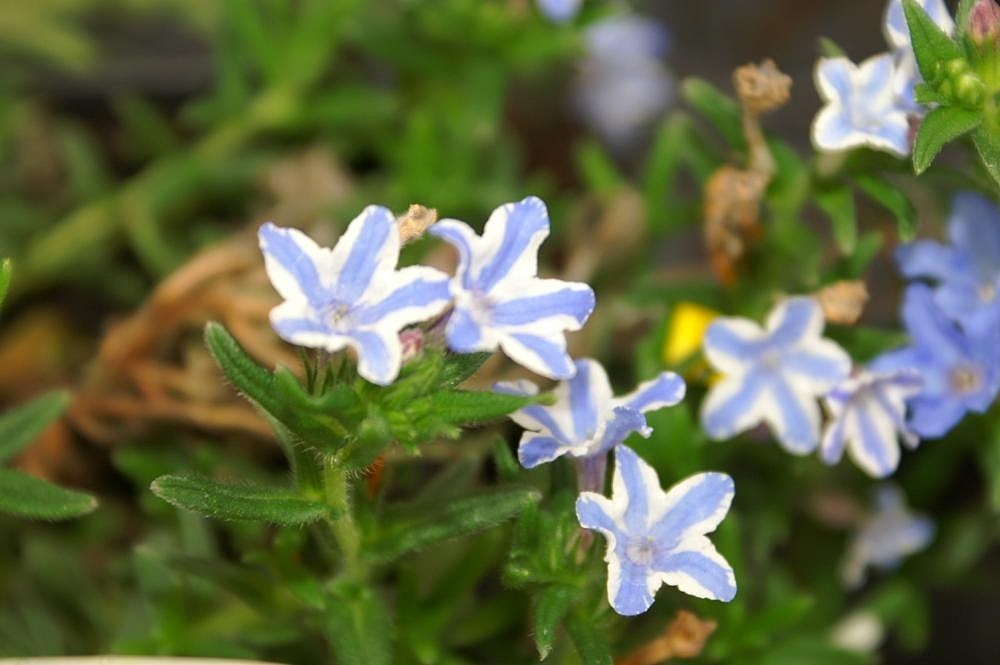
Lithodora diffusa 'Star'
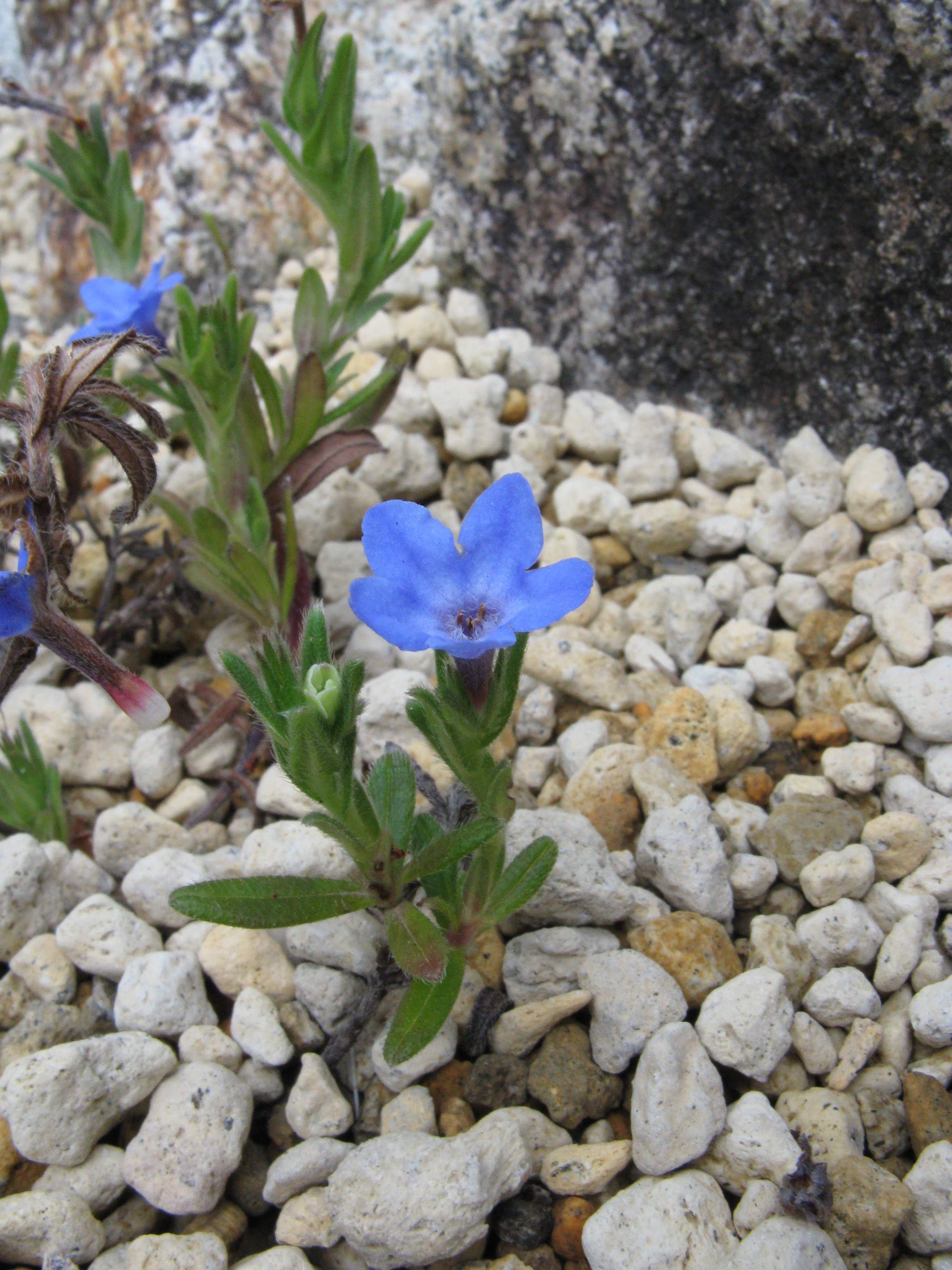
Загальний вигляд рослини
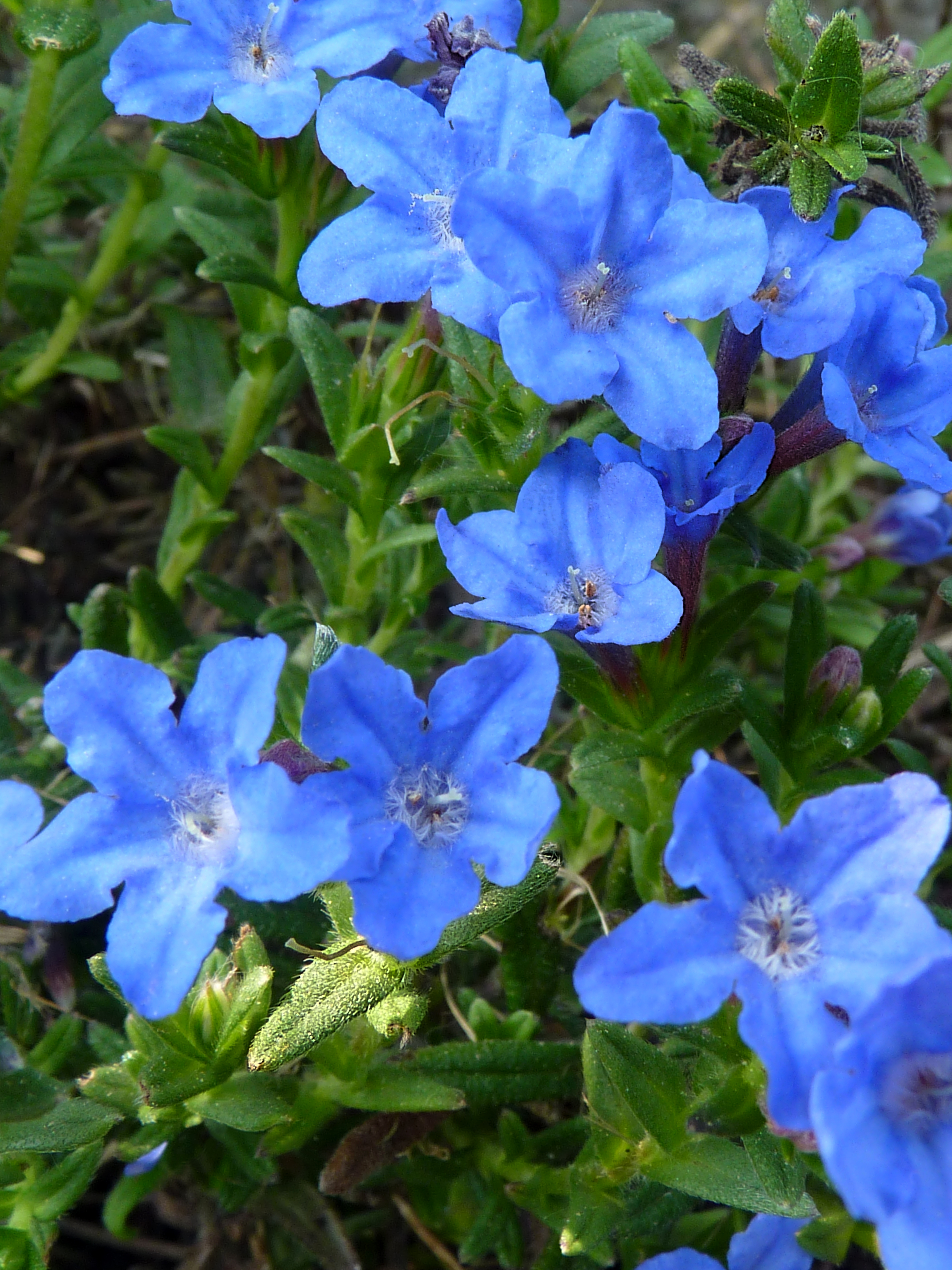
Lithodora diffusa  'Heavenly Blue'